# Annona malmeana
Annona malmeana är en kirimojaväxtart som beskrevs av Robert Elias Fries. Annona malmeana ingår i släktet annonor, och familjen kirimojaväxter. Utöver nominatformen finns också underarten A. m. vestita.